# Dłużniewo Duże
Dłużniewo Duże (prononciation : [dwuʐˈɲɛvɔ ˈduʐɛ]) est un village polonais de la gmina de Staroźreby dans le powiat de Płock de la voïvodie de Mazovie dans le centre-est de la Pologne.
Il se situe à environ 8 kilomètres au nord-est de Staroźreby (siège de la gmina), 29 km au nord-est de Płock (siège du powiat) et à 80 km au nord-ouest de Varsovie (capitale de la Pologne).

## Histoire
De 1975 à 1998, le village appartenait administrativement à la voïvodie de Płock.